# Scopulariopsis brumptii
Scopulariopsis brumptii är en svampart som beskrevs av Salv.-Duval 1935. Scopulariopsis brumptii ingår i släktet Scopulariopsis och familjen Microascaceae.   Inga underarter finns listade i Catalogue of Life.